# Maria Dolors Roig
Maria Dolors Roig (Mataró, Maresme, 1952) és una judoka catalana.
Interesada en la pràctica del judo, es formà sota les ordres del professor Alfred Ubach. Competí esportivament amb la secció de judo del Centre Natació Mataró. Es proclamà Campiona d'Espanya en la categoria de 62 kg (1974) i fou la primera catalana que participà als primers Campionats d'Europa femenins de judo en la categoria de 66 kg (1974). Fou reconeguda com la millor esportista mataronina de l'any 1974.